# Sistema lingüístico global
De acuerdo con el sociólogo holandés Abram de Swaan (2001), una clasificación sociológica de las lenguas de acuerdo con su papel social a gran escala para sus hablantes:
- Lenguas centrales: lenguas ampliamente habladas.
- Lenguas supercentrales: lenguas muy ampliamente habladas que sirven como conectores entre hablantes de lenguas centrales; de acuerdo con De Swaan, hay doce: Alemán, árabe, chino, español, francés, hindi, inglés, japonés, malayo/indonesio, portugués, ruso y suajili.
- Lenguas hipercentrales: también conectan lenguas supercentrales; De Swaan considera el inglés como la única lengua hipercentral.
- Lenguas periféricas: el resto: lenguas que han sido marginadas por las lenguas supercentrales, por el propósito de mejorar sus facilidades de comunicación; además de ser lenguas con una cultura única, pero que en su mayoría no tienen reconocimiento ni difusión por los países y las regiones donde se hablan.